# Nintama Rantarō 64 Game Gallery
Nintama Rantarō 64 Game Gallery (忍たま乱太郎64ゲームギャラリー) est un jeu vidéo de puzzle sorti en 2000 sur Nintendo 64 uniquement au Japon. Le jeu a été développé et édité par Culture Brain.